# スルーギ
スルーギ（英：Sloughi）とは、モロッコ原産のサイトハウンド犬種である。別名はアラビアン・グレイハウンド（英：Arabian Greyhound）。

## 歴史
約2000～3000年前から存在していた犬種だが、はっきりとした生い立ちはよく分かっていない。サルーキとは兄弟種とも親種ともいわれる間柄で、どちらにしても親せきであると考えられている。もとは北アフリカに住むベルベル人によって飼育されていて、ウサギやガゼル、ダチョウの狩りに使われていた。また、イスラム教に於いて犬は不浄な生き物として扱われ軽蔑されているが、スルーギは例外で飼い主の家族として扱われ、オスの犬は人間の女性よりも地位が高かった時代さえもあった。スルーギが亡くなると遺族は冥福を祈り、魂を天に送るために家族全員の頭髪・体髪を全て剃り落として喪に付す儀式が行われた。現在ではこの儀式は一部地域を除いて行われていないが、これによりスルーギがいかに大切にされていたかを知る事が出来る。なお、この儀式は古代エジプトでも行われていて、原産地との交流があったことも分かっている。
本種も他の多くの犬種と同じく、2度の世界大戦によって頭数が激減してしまい絶滅寸前となったが、戦後僅かに生き残ったスルーギを集めて犬種を存続させる事が出来た。以後年々頭数を回復しつつあるが、今でも頭数は少なく、原産地以外ではあまり一般的でない犬種である。

## 特徴
親せき種であるサルーキに比べると骨量が多く、ややがっしりとした体格をしている。また、耳などに飾り毛がないのも大きな違いである。サイトハウンドのため、マズル・首・胴・脚・尾が長い。耳は垂れ耳で尾はサーベル形の垂れ尾。コートはスムースコートで、毛色はサンディ（砂色）やフォーンなど砂漠の砂の色に近いものが多い。体高61～72cm、体重20～27kgの大型犬で、ある程度あばら骨が浮き出ている程度が健康なしるしである。しかし、脚や顔に骨が浮き出ているようならばそれはやせ過ぎである。性格は警戒心が強いが優しく、自分が家族と認めた者に対しては強い絆を結ぶ。その対象は人や犬だけでなく猫やその他の動物にも向けられ、それらも家族として認める。ただし、もともとの使役の関係上、ネズミやウサギなどの小動物は家族ではなく獲物としてみなしてしまう事が多いため、近づけるべきではない。運動量はとても多く、散歩の時間は長めに取る必要がある。アフリカ生まれで短毛のため、暑さに強く寒さに弱そうなイメージがあるが、実際はスルーギの場合、暑さだけでなくある程度の寒さなら耐える事が出来る。日本の冬季の寒さはほとんど耐えることが出来る（北海道は除く）。

## 参考
- 『犬のカタログ2004』（学研）中島眞理 監督･写真
- 『日本と世界の愛犬図鑑2007』（辰巳出版）佐草一優監修
- 『デズモンド・モリスの犬種事典』（誠文堂新光社）デズモンド・モリス著書、福山英也、大木卓訳 誠文堂新光社、2007年
- 『日本と世界の愛犬図鑑2009』（辰巳出版）藤原尚太郎編･著